# Championnat du Portugal féminin de football 2003-2004
Navigation
Édition précédente Édition suivante
Le Nacional Feminino 2003-2004 est la 19e édition du championnat du Portugal féminin de football. Le premier niveau national du championnat féminin oppose vingt-quatre clubs portugais, répartis en 3 zones. Le championnat se joue en deux phases durant la saison de football. 
Au terme de la première phase les deux meilleurs clubs de chaque zone, s'affrontent lors d'une phase finale, où chaque équipe s'affronte en match aller-retour. La première place de cette phase, non seulement donne le titre mais est aussi qualificative pour la Coupe féminine de l'UEFA. 
Les équipes non qualifiées pour cette phase finale, vont disputer un mini championnat par zone appelé "Phase de relégation" (Fase Despromoção). Celui-ci a pour but d'établir un classement des clubs dont les derniers sont relégués en division Distrital (régional), à défaut de 2e division. 
À l'issue de la saison, le 1° Dezembro décroche son quatrième titre de champion du Portugal.

## Zone A

### Résumé
Le Boavista FC, retourne pour cette saison en zone A.
Lors de la première phase se qualifient pour le championnat finale, les clubs de l'ADRC Fonte-Boa et du Gatões FC. La surprise vient du Boavista qui ne se qualifie pas pour cette phase. Le promus est le Pico de Regalados. 
Concernant la phase de maintien de la zone A, le Boavista Futebol Clube, devient le champion de cette dernière, remportant toutes ses rencontres. A noter que sur l'ensemble des deux phases le SC Vilar Pinheiro, contrairement à la saison passée, remporte un match (1-0 face au Casa do Povo de Martim, en 24 rencontres, avec 142 buts encaissés, et 11 marqués.

### Participants
La Zone A est composée de huit équipes se situant dans le nord du Portugal. 
Ce tableau présente les huit équipes qualifiées pour disputer le championnat 2003-2004. On y trouve le nom des clubs, la date de création du club, le nom des stades ainsi que la capacité de ces derniers
Légende des couleurs
- Vainqueur de la Campeonato Nacional Feminino la saison précédente.
- Promu de division inférieure.

| \| Boavista Vilar Pinheiro Pico Regalados Vinhós Várzea Sequeirense Fonte-Boa Povo Martim \| Localisation des clubs engagés dans la Zona A du championnat. |
| Boavista Vilar Pinheiro Pico Regalados Vinhós Várzea Sequeirense Fonte-Boa Povo Martim                                                                     |

| Nom du club       | Date de création | Dernière montée | Division 2001-2002   | Stade                                    | Capacité | Vict. |
| ----------------- | ---------------- | --------------- | -------------------- | ---------------------------------------- | -------- | ----- |
| Boavista FC       | 1903             | 1985            | Campeonato Nacional  | Campo de Treinos do Estádio do Bessa XXI | 500      | 11    |
| Casa Povo Martim  | 1997             | 2001            | Campeonato Nacional  | Complexo Desportivo de Martim            | 1 500    | /     |
| ADRC Fonte-Boa    | 1981             | 2001            | Campeonato Nacional  | Campo do Cedro                           | 1 000    | /     |
| Pico Regalados    | -                | 2003            | Campeonato Distrital | Campo dos Abreus                         | 500      | /     |
| Sequeirense FC    | 1963             | 2002            | Campeonato Distrital | -                                        | -        | /     |
| ARC Várzea        | 1977             | 2000            | Campeonato Nacional  | Campo de Jogos da Várzea                 | 1 000    | /     |
| SC Vilar Pinheiro | 1961             | 1998            | Campeonato Nacional  | -                                        |          | /     |
| CD Vinhós         | 1974             | 1998            | Campeonato Nacional  | Campo D. Maria Edite Guimarães           | 150      | /     |

### Première phase
Classement
Le classement est calculé avec le barème de points suivant : une victoire vaut trois points, le match nul un et la défaite zéro.
Critères de départage en cas d'égalité au classement :
1. classement aux points des matchs joués entre les clubs ex æquo ;
2. différence entre les buts marqués et les buts concédés sur la totalité des matchs joués dans le championnat ;
3. plus grand nombre de buts marqués sur la totalité des matchs joués dans le championnat ;
4. en cas de nouvelle égalité, une rencontre supplémentaire aura lieu sur terrain neutre avec, éventuellement, l’épreuve des tirs au but.

| Rang | Équipe            | Pts | J  | G  | N | P  | Bp  | Bc | Diff |
| ---- | ----------------- | --- | -- | -- | - | -- | --- | -- | ---- |
| 1    | ADRC Fonte-Boa    | 39  | 14 | 13 | 0 | 1  | 79  | 11 | +68  |
| 2    | ARC Várzea        | 34  | 14 | 11 | 1 | 2  | 110 | 12 | +98  |
| 3    | Boavista FC       | 32  | 14 | 10 | 2 | 2  | 72  | 15 | +57  |
| 4    | CD Vinhós         | 19  | 14 | 6  | 1 | 7  | 19  | 53 | -34  |
| 5    | Pico RegaladosP   | 16  | 14 | 5  | 1 | 8  | 22  | 68 | -46  |
| 6    | Casa Povo Martim  | 15  | 14 | 4  | 3 | 7  | 22  | 42 | -20  |
| 7    | Sequeirense FC    | 8   | 14 | 2  | 2 | 10 | 23  | 59 | -36  |
| 8    | SC Vilar Pinheiro | 0   | 14 | 0  | 0 | 14 | 8   | 95 | -87  |

|  | Qualifiés pour la phase finale de la compétition. |
|  | T Tenant du titre. P Promu de division inférieure. Pts points ; G victoires ; N match nuls ; P défaites Bp buts marqués ; Bc buts encaissés ; Diff différence de buts |

| Résultats (▼dom., ►ext.)                                   | Fon  | Vár  | Boa  | Vin  | Pic  | CPM  | Seq  | Pin  |
| ADRC Fonte-Boa                                             |      | 5-4  | 3-0  | 9-0  | 14-1 | 4-0  | 6-2  | 8-0  |
| ARC Várzea                                                 | 1-2  |      | 1-1  | 11-0 | 12-0 | 11-1 | 11-0 | 10-0 |
| Boavista FC                                                | 1-0  | 1-4  |      | 6-1  | 5-1  | 5-1  | 7-0  | 11-2 |
| CD Vinhós                                                  | 1-7  | 0-7  | 0-7  |      | 0-1  | 2-1  | 2-0  | 4-0  |
| Pico Regalados                                             | 1-11 | 0-8  | 0-6  | 2-3  |      | 4-2  | 2-1  | 4-1  |
| Casa Povo Martim                                           | 0-3  | 1-6  | 1-1  | 2-2  | 3-1  |      | 2-0  | 3-0  |
| Sequeirense FC                                             | 0-3  | 0-10 | 0-9  | 0-3  | 2-2  | 1-1  |      | 7-0  |
| SC Vilar Pinheiro                                          | 0-4  | 1-14 | 1-12 | 0-1  | 0-3  | 2-4  | 1-10 |      |
| - Victoire à domicile - Match nul - Victoire à l'extérieur |      |      |      |      |      |      |      |      |

### Deuxième phase (Nacional Feminino Fase Despromoção -Zona A)
Cette deuxième phase regroupe les équipes non qualifiées pour la phase finale, soit de la troisième à la huitième place. Au terme de la saison le premier du classement est désigné comme champion du Nacional Feminino Fase Despromoção -Zona A. 
Classement
Le classement est calculé avec le barème de points suivant : une victoire vaut trois points, le match nul un et la défaite zéro.
Critères de départage en cas d'égalité au classement :
1. classement aux points des matchs joués entre les clubs ex æquo ;
2. différence entre les buts marqués et les buts concédés sur la totalité des matchs joués dans le championnat ;
3. plus grand nombre de buts marqués sur la totalité des matchs joués dans le championnat ;
4. en cas de nouvelle égalité, une rencontre supplémentaire aura lieu sur terrain neutre avec, éventuellement, l’épreuve des tirs au but.

| Rang | Équipe            | Pts | J  | G  | N | P | Bp | Bc | Diff |
| ---- | ----------------- | --- | -- | -- | - | - | -- | -- | ---- |
| 1    | Boavista FC       | 30  | 10 | 10 | 0 | 0 | 57 | 7  | +50  |
| 2    | CD Vinhós         | 19  | 10 | 6  | 1 | 3 | 25 | 16 | +9   |
| 3    | Sequeirense FC    | 16  | 10 | 6  | 1 | 3 | 23 | 23 | 0    |
| 4    | Casa Povo Martim  | 10  | 10 | 3  | 1 | 6 | 21 | 29 | -8   |
| 5    | Pico RegaladosP   | 7   | 10 | 2  | 1 | 7 | 12 | 19 | -7   |
| 6    | SC Vilar Pinheiro | 3   | 10 | 1  | 0 | 9 | 3  | 47 | -44  |

|  | Qualifiés pour la phase finale de la compétition. |
|  | T Tenant du titre. P Promu de division inférieure. Pts points ; G victoires ; N match nuls ; P défaites Bp buts marqués ; Bc buts encaissés ; Diff différence de buts |

| Résultats (▼dom., ►ext.)                                   | Boa | Vin | Seq | CPM | Pic | Pin |
| Boavista FC                                                |     | 3-0 | 9-0 | 9-2 | 6-1 | 7-0 |
| CD Vinhós                                                  | 0-5 |     | 3-2 | 2-1 | 1-1 | 8-0 |
| Sequeirense FC                                             | 1-2 | 2-1 |     | 2-2 | 1-0 | 5-0 |
| Casa Povo Martim                                           | 3-5 | 1-3 | 3-4 |     | 3-2 | 5-1 |
| Pico Regalados                                             | 0-2 | 1-2 | 2-3 | 0-1 |     | 3-0 |
| SC Vilar Pinheiro                                          | 0-9 | 0-5 | 1-3 | 1-0 | 0-2 |     |
| - Victoire à domicile - Match nul - Victoire à l'extérieur |     |     |     |     |     |     |

## Zone B

### Résumé
Avec l'arrêt d'un des pionniers du football féminin, l'União de Coimbra, ainsi que le retour du Boavista, en zone A, et pour finir le passage à 8 clubs. Ce n'est pas moins de 3 promus, à rejoindre le championnat de la zone B 2003-04. Il s'agit du Sport Marítimo Murtoense, de la Frente Impulsionadora do Desporto e Cultura (FIDEC) et du Grupo Desportivo Incansáveis.
La surprise de la première phase vient du promu, Murtoense, qui remporte la totalité de ses matchs, marquant 70 buts et en encaissant que 6, et qui de surcroit termine premier de la zone B. L'autre club qualifié pour la phase finale est l'Escola Futebol Clube Molelinhos, qui pour la seconde saison consécutive, fait partie de l'élite du football portugais.
Lors de la deuxième phase, c'est l'União Recreativa Cadima, qui est sacré champion, ne perdant aucune de ses rencontres.

### Participants
La Zone B est composée cette saison de huit équipes se situant dans le nord et le centre du Portugal. 
Ce tableau présente les sept équipes qualifiées pour disputer le championnat 2003-2004. On y trouve le nom des clubs, la date de création du club, le nom des stades ainsi que la capacité de ces derniers
Légende des couleurs
- Vainqueur de la Campeonato Nacional Feminino la saison précédente.
- Promu de division inférieure.

| \| Gândaras Cadima Vasco da Gama Escola FIDEC Albergaria Murtoense Incansáveis \| Localisation des clubs engagés dans la Zona B du championnat. |
| Gândaras Cadima Vasco da Gama Escola FIDEC Albergaria Murtoense Incansáveis                                                                     |

| Nom du club         | Date de création | Dernière montée | Division 2002-2003   | Stade                                             | Capacité | Vict. |
| ------------------- | ---------------- | --------------- | -------------------- | ------------------------------------------------- | -------- | ----- |
| Clube de Albergaria | 1989             | 1989            | Campeonato Nacional  | Estádio Municipal António Augusto Martins Pereira | 1 500    | /     |
| UR Cadima           | -                | 1999            | Campeonato Nacional  | Parque Desportivo do Fujanco                      | 2 000    | /     |
| Escola Molelinhos   | -                | 1990            | Campeonato Nacional  | Campo do Vale da Pata                             | 800      | /     |
| FIDEC               | 1977             | 2003            | Campeonato Distrital | -                                                 | -        | /     |
| Gândaras            | -                | 2001            | Campeonato Nacional  | Complexo Desportivo das Gândaras                  | 500      | /     |
| GD Incansáveis      | 1990             | 2003            | Campeonato Distrital | Estádio Municipal da Lavandeira                   | 1500     | /     |
| SM Murtoense        | 2002             | 2003            | Campeonato Distrital | Estádio Municipal da Murtosa                      | 1000     | /     |
| CDR Vasco da Gama   | -                | 2000            | Campeonato Nacional  | -                                                 | -        | /     |

### Première phase
Classement
Le classement est calculé avec le barème de points suivant : une victoire vaut trois points, le match nul un et la défaite zéro.
Critères de départage en cas d'égalité au classement :
1. classement aux points des matchs joués entre les clubs ex æquo ;
2. différence entre les buts marqués et les buts concédés sur la totalité des matchs joués dans le championnat ;
3. plus grand nombre de buts marqués sur la totalité des matchs joués dans le championnat ;
4. en cas de nouvelle égalité, une rencontre supplémentaire aura lieu sur terrain neutre avec, éventuellement, l’épreuve des tirs au but.

| Rang | Équipe              | Pts | J  | G  | N | P  | Bp | Bc | Diff |
| ---- | ------------------- | --- | -- | -- | - | -- | -- | -- | ---- |
| 1    | SM MurtoenseP       | 42  | 14 | 14 | 0 | 0  | 70 | 6  | +64  |
| 2    | Escola Molelinhos   | 34  | 14 | 11 | 1 | 2  | 63 | 7  | +56  |
| 3    | Clube de Albergaria | 30  | 14 | 10 | 0 | 4  | 47 | 9  | +38  |
| 4    | UR Cadima           | 24  | 14 | 8  | 0 | 6  | 42 | 17 | +25  |
| 5    | CDR Vasco da Gama   | 19  | 14 | 6  | 1 | 7  | 35 | 29 | +6   |
| 5    | FIDECP              | 9   | 14 | 3  | 0 | 11 | 9  | 52 | -43  |
| 7    | Gândaras            | 6   | 14 | 2  | 0 | 12 | 7  | 72 | -65  |
| 8    | GD IncansáveisP     | 3   | 14 | 1  | 0 | 13 | 9  | 90 | -81  |

|  | Qualifiés pour la phase finale de la compétition. |
|  | T Tenant du titre. P Promu de division inférieure. Pts points ; G victoires ; N match nuls ; P défaites Bp buts marqués ; Bc buts encaissés ; Diff différence de buts |

| Résultats (▼dom., ►ext.)                                   | Mur | Esc  | Alb | Cad  | VdG | FIDEC | Gân  | Inc  |
| SM Murtoense                                               |     | 2-0  | 2-0 | 1-0  | 6-0 | 4-1   | 13-0 | 8-1  |
| Escola Molelinhos                                          | 2-4 |      | 1-0 | 2-0  | 4-0 | 14-0  | 8-0  | 7-0  |
| Clube de Albergaria                                        | 0-1 | 0-1  |     | 2-0  | 2-1 | 5-0   | 4-0  | 11-0 |
| UR Cadima                                                  | 0-4 | 0-2  | 2-3 |      | 5-0 | 4-0   | 3-0  | 3-0  |
| CDR Vasco da Gama                                          | 2-4 | 1-1  | 1-4 | 1-2  |     | 4-0   | 4-0  | 7-0  |
| FIDEC                                                      | 0-3 | 0-4  | 0-6 | 0-3  | 1-2 |       | 1-0  | 2-0  |
| Gândaras                                                   | 0-9 | 0-7  | 0-7 | 0-6  | 0-3 | 3-1   |      | 3-1  |
| GD Incansáveis                                             | 0-9 | 0-10 | 0-3 | 2-14 | 0-9 | 0-3   | 5-1  |      |
| - Victoire à domicile - Match nul - Victoire à l'extérieur |     |      |     |      |     |       |      |      |

### Deuxième phase (Nacional Feminino Fase Despromoção -Zona B)
Classement
Le classement est calculé avec le barème de points suivant : une victoire vaut trois points, le match nul un et la défaite zéro.
Critères de départage en cas d'égalité au classement :
1. classement aux points des matchs joués entre les clubs ex æquo ;
2. différence entre les buts marqués et les buts concédés sur la totalité des matchs joués dans le championnat ;
3. plus grand nombre de buts marqués sur la totalité des matchs joués dans le championnat ;
4. en cas de nouvelle égalité, une rencontre supplémentaire aura lieu sur terrain neutre avec, éventuellement, l’épreuve des tirs au but.

| Rang | Équipe              | Pts | J  | G | N | P | Bp | Bc | Diff |
| ---- | ------------------- | --- | -- | - | - | - | -- | -- | ---- |
| 4    | UR Cadima           | 24  | 10 | 7 | 3 | 0 | 33 | 6  | +27  |
| 5    | CDR Vasco da Gama   | 23  | 10 | 7 | 2 | 1 | 28 | 7  | +21  |
| 3    | Clube de Albergaria | 19  | 10 | 6 | 1 | 3 | 34 | 16 | +18  |
| 7    | Gândaras            | 9   | 10 | 3 | 0 | 7 | 9  | 22 | -13  |
| 5    | FIDECP              | 6   | 10 | 2 | 0 | 8 | 8  | 33 | -25  |
| 8    | GD IncansáveisP     | 3   | 10 | 1 | 0 | 9 | 9  | 37 | -28  |

|  | Vainqueur de la phase de maintien. |
|  | T Tenant du titre. P Promu de division inférieure. Pts points ; G victoires ; N match nuls ; P défaites Bp buts marqués ; Bc buts encaissés ; Diff différence de buts |

| Résultats (▼dom., ►ext.)                                   | Cad | VdG | Alb | Gân | FIDEC | Inc |
| UR Cadima                                                  |     | 1-1 | 3-0 | 6-1 | 3-0   | 4-0 |
| CDR Vasco da Gama                                          | 1-1 |     | 2-1 | 5-0 | 4-0   | 2-0 |
| Clube de Albergaria                                        | 2-2 | 1-3 |     | 2-1 | 10-0  | 4-0 |
| Gândaras                                                   | 0-3 | 2-1 | 1-2 |     | 1-0   | 1-2 |
| FIDEC                                                      | 1-4 | 0-6 | 1-3 | (*) |       | 3-1 |
| GD Incansáveis                                             | 0-6 | 1-3 | 3-9 | 1-2 | 1-3   |     |
| - Victoire à domicile - Match nul - Victoire à l'extérieur |     |     |     |     |       |     |

(*) : Défaite administrative du Clube Académico Gândaras et du FIDEC.

## Zone C

### Résumé
Sans surprise, la première phase est remportée par le SU 1º Dezembro suivi de son dauphin de la saison passée, le CF Benfica, les deux clubs joueront la phase finale.
Pour le Nacional Feminino Fase Despromoção -Zona C, c'est le promu, V. Setúbal FC, qui est déclaré champion.

### Participants
La Zone C est composée de huit équipes situées essentiellement dans le centre et le sud du Portugal. 
Ce tableau présente les huit équipes qualifiées pour disputer le championnat 2003-2004. On y trouve le nom des clubs, la date de création du club, le nom des stades ainsi que la capacité de ces derniers
Légende des couleurs
- Vainqueur de la Campeonato Nacional Feminino la saison précédente.
- Promu de division inférieure.

| \| V. Setúbal Canaviais Almada CF Benfica Odivelas 1º Dezembro Ponte Frielas Monte Real \| Localisation des clubs engagés dans la Zona C du championnat. |
| V. Setúbal Canaviais Almada CF Benfica Odivelas 1º Dezembro Ponte Frielas Monte Real                                                                     |

| Nom du club      | Date de création | Dernière montée | Division 2003-2004   | Stade                                      | Capacité | Vict. |
| ---------------- | ---------------- | --------------- | -------------------- | ------------------------------------------ | -------- | ----- |
| SU 1º Dezembro   | 1880             | 1994            | Campeonato Nacional  | Campo Conde de Sucena                      | 1 000    | 3     |
| CF Benfica       | 1933             | 1994            | Campeonato Nacional  | Estádio Francisco Lázaro                   | 1 500    | /     |
| Beira Mar Almada | 1947             | 1998            | Campeonato Nacional  | -                                          | -        | /     |
| GDR Canaviais    | 1975             | 2000            | Campeonato Nacional  | Campo José Eduardo Abreu                   | 1 000    | /     |
| GD Monte Real    | 1979             | 2001            | Campeonato Nacional  | -                                          | -        | /     |
| Odivelas         | 1939             | 2003            | Campeonato Distrital | -                                          | -        | /     |
| UD Ponte Frielas | 1947             | 1998            | Campeonato Nacional  | Campo de Jogos do Bonjardim                | 500      | /     |
| V. Setúbal       | 1910             | 2003            | Campeonato Distrital | Complexo Municipal de Atletismo de Setúbal | 3 000    | /     |

### Première phase
Classement
Le classement est calculé avec le barème de points suivant : une victoire vaut trois points, le match nul un et la défaite zéro.
Critères de départage en cas d'égalité au classement :
1. classement aux points des matchs joués entre les clubs ex æquo ;
2. différence entre les buts marqués et les buts concédés sur la totalité des matchs joués dans le championnat ;
3. plus grand nombre de buts marqués sur la totalité des matchs joués dans le championnat ;
4. en cas de nouvelle égalité, une rencontre supplémentaire aura lieu sur terrain neutre avec, éventuellement, l’épreuve des tirs au but.

| Rang | Équipe           | Pts | J  | G  | N | P  | Bp  | Bc | Diff |
| ---- | ---------------- | --- | -- | -- | - | -- | --- | -- | ---- |
| 1    | SU 1º DezembroT  | 42  | 14 | 14 | 0 | 0  | 112 | 8  | +104 |
| 2    | CF Benfica       | 34  | 14 | 11 | 1 | 2  | 70  | 13 | +57  |
| 3    | V. Setúbal FCP   | 26  | 14 | 8  | 2 | 4  | 60  | 31 | +29  |
| 4    | Odivelas FCP     | 19  | 14 | 6  | 1 | 7  | 39  | 69 | -30  |
| 5    | GD Monte Real    | 13  | 14 | 4  | 1 | 9  | 21  | 48 | -27  |
| 6    | Beira-Mar Almada | 13  | 14 | 4  | 1 | 9  | 14  | 45 | -31  |
| 7    | GDR Canaviais    | 10  | 14 | 3  | 1 | 10 | 16  | 49 | -33  |
| 8    | UD Ponte Frielas | 7   | 14 | 2  | 1 | 11 | 13  | 82 | -69  |

|  | Qualifiés pour la phase finale de la compétition. |
|  | T Tenant du titre. P Promu de division inférieure. Pts points ; G victoires ; N match nuls ; P défaites Bp buts marqués ; Bc buts encaissés ; Diff différence de buts |

| Résultats (▼dom., ►ext.)                                   | 1ºD  | CFB | Set  | Odi  | Mon  | Alm | Can  | Fri  |
| SU 1º Dezembro                                             |      | 4-2 | 13-1 | 10-1 | 12-0 | 8-0 | 7-0  | 11-0 |
| CF Benfica                                                 | 1-2  |     | 3-1  | 5-1  | 6-0  | 5-0 | 10-0 | 11-1 |
| V. Setúbal FC                                              | 1-3  | 3-3 |      | 9-2  | 5-1  | 2-0 | 7-1  | 4-0  |
| Odivelas FC                                                | 2-16 | 1-9 | 4-3  |      | 3-1  | 5-1 | 2-3  | 5-5  |
| GD Monte Real                                              | 0-4  | 0-4 | 0-8  | 2-3  |      | 0-1 | 2-0  | 10-0 |
| Beira Mar Almada                                           | 0-4  | 0-4 | 0-8  | 2-3  | 2-2  |     | 3-1  | 2-1  |
| GDR Canaviais                                              | 0-7  | 0-3 | 1-1  | 2-1  | 0-1  | 0-2 |      | 7-0  |
| UD Ponte Frielas                                           | 0-11 | 0-4 | 0-7  | 1-6  | 0-2  | 2-1 | 3-1  |      |
| - Victoire à domicile - Match nul - Victoire à l'extérieur |      |     |      |      |      |     |      |      |

### Deuxième phase (Nacional Feminino Fase Despromoção -Zona C)
Cette deuxième phase regroupe les équipes non qualifiées pour la phase finale, soit de la troisième à la sixième place. Au terme de la saison le premier du classement est désigné comme champion du Nacional Feminino Fase Despromoção -Zona C. 
Classement
Le classement est calculé avec le barème de points suivant : une victoire vaut trois points, le match nul un et la défaite zéro.
Critères de départage en cas d'égalité au classement :
1. classement aux points des matchs joués entre les clubs ex æquo ;
2. différence entre les buts marqués et les buts concédés sur la totalité des matchs joués dans le championnat ;
3. plus grand nombre de buts marqués sur la totalité des matchs joués dans le championnat ;
4. en cas de nouvelle égalité, une rencontre supplémentaire aura lieu sur terrain neutre avec, éventuellement, l’épreuve des tirs au but.

| Rang | Équipe           | Pts | J  | G | N | P | Bp | Bc | Diff |
| ---- | ---------------- | --- | -- | - | - | - | -- | -- | ---- |
| 1    | V. Setúbal FCP   | 27  | 10 | 9 | 0 | 1 | 52 | 10 | +42  |
| 2    | GD Monte Real    | 24  | 10 | 8 | 0 | 2 | 28 | 16 | +12  |
| 3    | Beira-Mar Almada | 13  | 10 | 4 | 1 | 5 | 19 | 21 | -2   |
| 4    | Odivelas FCP     | 12  | 10 | 3 | 3 | 4 | 29 | 34 | -5   |
| 5    | UD Ponte Frielas | 10  | 10 | 3 | 1 | 6 | 20 | 40 | -20  |
| 6    | GDR Canaviais    | 1   | 10 | 0 | 1 | 9 | 9  | 36 | -27  |

|  | Vainqueur de la phase de maintien. |
|  | T Tenant du titre. P Promu de division inférieure. Pts points ; G victoires ; N match nuls ; P défaites Bp buts marqués ; Bc buts encaissés ; Diff différence de buts |

| Résultats (▼dom., ►ext.)                                   | Set  | Mon | Alm | Odi | Fri  | Can  |
| V. Setúbal FC                                              |      | 2-1 | 4-0 | 6-3 | 12-2 | 11-1 |
| GD Monte Real                                              | 1-0  |     | 5-3 | 2-1 | 3-0  | 3-1  |
| Beira Mar Almada                                           | 0-1  | 2-1 |     | 2-2 | 4-0  | 1-0  |
| Odivelas FC                                                | 1-10 | 4-6 | 4-2 |     | 5-2  | 6-1  |
| UD Ponte Frielas                                           | 1-4  | 2-4 | 4-2 | 2-2 |      | 4-2  |
| GDR Canaviais                                              | 0-2  | 1-2 | 0-3 | 1-1 | 2-3  |      |
| - Victoire à domicile - Match nul - Victoire à l'extérieur |      |     |     |     |      |      |

## Phase finale

### Résumé
La SU 1º Dezembro, tenante du titre, est le grande favorite de cette phase finale. Et ne fait pas démentir son statut s'emparant à nouveau du titre avec 7 points d'avances sur ses deux dauphins que sont, Várzea et Benfica, tous deux avec 18 points départagés à la différence de buts. Troisième titre d'affilée pour les joueuses de Graça Simões, quatrième au total.

### Participants
La phase finale est composée des deux premières équipes de chaque zone soit six équipes se situant dans l'ensemble du territoire du Portugal. 
Ce tableau présente les six équipes qualifiées pour disputer la phase finale du championnat 2003-2004. On y trouve le nom des clubs, la date de création du club, le nom des stades ainsi que la capacité de ces derniers.
Légende des couleurs
- Vainqueur de la Campeonato Nacional Feminino la saison précédente.
- Promu de division inférieure.

| \| CF Benfica 1º Dezembro Escola Murtoense Várzea Fonte-Boa \| Localisation des clubs engagés dans la Zona A du championnat. |
| CF Benfica 1º Dezembro Escola Murtoense Várzea Fonte-Boa                                                                     |

| Nom du club       | Date de création | Dernière montée | Division 2001-2002   | Stade                        | Capacité | Vict. | Zone | Classement |
| ----------------- | ---------------- | --------------- | -------------------- | ---------------------------- | -------- | ----- | ---- | ---------- |
| ADRC Fonte-Boa    | 1981             | 2001            | Campeonato Nacional  | Campo do Cedro               | 1 000    | /     | A    | 1er        |
| ARC Várzea        | 1977             | 2000            | Campeonato Nacional  | Campo de Jogos da Várzea     | 1 000    | /     | A    | 2e         |
| SM Murtoense      | 2002             | 2003            | Campeonato Distrital | Estádio Municipal da Murtosa | 1000     | /     | B    | 1er        |
| Escola Molelinhos | -                | 1990            | Campeonato Nacional  | Campo do Vale da Pata        | 800      | /     | B    | 2e         |
| SU 1º Dezembro    | 1880             | 1994            | Campeonato Nacional  | Campo Conde de Sucena        | 1 000    | 3     | C    | 1er        |
| CF Benfica        | 1933             | 1994            | Campeonato Nacional  | Estádio Francisco Lázaro     | 1 500    | /     | C    | 2e         |

### Classement[1]
Classement
Le classement est calculé avec le barème de points suivant : une victoire vaut trois points, le match nul un et la défaite zéro.
Critères de départage en cas d'égalité au classement :
1. classement aux points des matchs joués entre les clubs ex æquo ;
2. différence entre les buts marqués et les buts concédés sur la totalité des matchs joués dans le championnat ;
3. plus grand nombre de buts marqués sur la totalité des matchs joués dans le championnat ;
4. en cas de nouvelle égalité, une rencontre supplémentaire aura lieu sur terrain neutre avec, éventuellement, l’épreuve des tirs au but.

| Rang | Équipe            | Pts | J  | G | N | P | Bp | Bc | Diff |
| ---- | ----------------- | --- | -- | - | - | - | -- | -- | ---- |
| 1    | SU 1º DezembroT   | 25  | 10 | 8 | 1 | 1 | 29 | 11 | +18  |
| 2    | ARC Várzea        | 18  | 10 | 6 | 0 | 4 | 22 | 19 | +3   |
| 3    | CF Benfica        | 18  | 10 | 6 | 0 | 4 | 26 | 25 | +1   |
| 4    | ADRC Fonte-Boa    | 15  | 10 | 5 | 0 | 5 | 15 | 13 | +2   |
| 5    | SM MurtoenseP     | 11  | 10 | 3 | 2 | 5 | 11 | 14 | -3   |
| 6    | Escola Molelinhos | 1   | 10 | 0 | 1 | 9 | 6  | 27 | -21  |

|  | Vainqueur de la compétition. |
|  | T Tenant du titre. P Promu de division inférieure. Pts points ; G victoires ; N match nuls ; P défaites Bp buts marqués ; Bc buts encaissés ; Diff différence de buts |

| Résultats (▼dom., ►ext.)                                   | 1ºD | Vár | CFB | Fon | Mur | Esc |
| SU 1º Dezembro                                             |     | 3-2 | 5-0 | 4-1 | 2-2 | 3-0 |
| ARC Várzea                                                 | 0-2 |     | 6-1 | 1-4 | 3-2 | 5-0 |
| CF Benfica                                                 | 4-3 | 6-0 |     | 3-2 | 3-1 | 5-2 |
| ADRC Fonte-Boa                                             | 0-1 | 0-2 | 3-0 |     | 1-0 | 1-0 |
| SM Murtoense                                               | 0-2 | 0-1 | 2-1 | 2-1 |     | 2-0 |
| Escola Molelinhos                                          | 2-4 | 1-2 | 1-3 | 0-2 | 0-0 |     |
| - Victoire à domicile - Match nul - Victoire à l'extérieur |     |     |     |     |     |     |

## Bilan de la saison
| Championnat du Portugal féminin de football 2003-2004 |                           |
| Champion                                              | SU 1º Dezembro (4e titre) |
| Dauphin                                               | ARC Várzea                |
| Coupes et trophées                                    |                           |
| Vainqueur de la Coupe du Portugal 2003-2004           | SU 1º Dezembro            |
| Promotions et relégations                             |                           |
| Promus en Campeonato Nacional                         | AD Carvalhal              |
| Promus en Campeonato Nacional                         | FC Avintes                |
| Promus en Campeonato Nacional                         | UR Ferreirense            |
| Promus en Campeonato Nacional                         | UD Oliveirense            |
| Relégués en Campeonato Distrital                      | SC Vilar Pinheiro         |
| Relégués en Campeonato Distrital                      | CDR Vasco da Gama         |
| Relégués en Campeonato Distrital                      | GD Incansáveis            |
| Relégués en Campeonato Distrital                      | CF Benfica                |
| Relégués en Campeonato Distrital                      | GDR Canaviais             |